# 山姆·費雪
塞繆爾‧費雪（英語：Samuel Fisher）綽號山姆（Sam Fisher），是電子遊戲縱橫諜海系列的主角，由育碧軟體開發，他的全名已經在首部遊戲中公開，而這個主角就有7個國家的配音員配音，其中英文在前五作中是由麥可·艾朗賽德配音，最新作《縱橫諜海：黑名單》开始由埃瑞克·約翰遜配音。也在《火線獵殺》和《虹彩六號：圍攻行動》系列客串。同時這個角色也獲得Guinness的50大最愛角色的第24名。

## 關於主角
山姆·費雪是第三梯隊的成員，一個隸屬於美国国家安全局的最高機密分隊，他是第一位被第三梯隊招募到「細胞分裂」訓練計畫的幹員，代號「黑豹」。山姆·費雪於1957年8月8日出生於馬里蘭州陶森，早期生平不明，只知道他在美國海軍學院拿到政治學的學士學位。
山姆的妻子是山姆在1980年駐守在德國美國空軍基地時所認識的，兩人在交往4年後結婚，1985年5月31日與妻子在德國美因河畔法兰克福生了一個女兒，名為莎拉‧費雪（Sarah Fisher）。不過妻子在結婚後兩到三年就因為卵巢癌過世，女兒莎拉自此成了他唯一的家人。
山姆曾與維克多·柯斯特參與過海灣戰爭，在伊拉克，山姆在一次巡邏中與小隊成員遭到伊拉克軍隊伏擊而被捕，維克多不顧指揮部要求他撤回的命令救出了正被伊拉克軍隊拷問的山姆，自此兩人就成了可以互相託付彼此性命的至交好友。

### 《雙重間諜》時期
2007年9月，《混沌理論》中，山姆和CIA探員Hisham Hamza被派到冰島的地熱發電廠去調查一件可疑活動，但之後任務卻突然中斷，山姆的上司兼好友歐文·蘭伯特（Irving Lambert）把他召回V-22魚鷹式傾斜旋翼機並告訴他壞消息，山姆得知他女兒被一位酒醉駕駛的司機開車撞死。他還來不及悲痛，便被分派到一個臥底組織去執行新的秘密任務——OCA，一個不被政府公開承認的組織，他要扮作一名罪犯以滲透一個美國恐怖主義組織JBA。新的任務中讓山姆被迫潛入新的危險區域，他必須面對艱難的抉擇。

### 《斷罪》時期
山姆失去了好友與愛女之後，決定離開他所任職的第三梯隊，淡出公眾視野。三年後，在馬爾他瓦莱塔的一個集市收到前第三梯隊成員安娜·格里姆斯多蒂爾（Anna "Grim" Grímsdóttir）綽號格里姆的通知，說有許多殺手在找他，幹掉那些殺手後，山姆從他們的頭兒德米特里·格拉姆科斯（Dmitri Gramkos）那兒逼問出毒販安德里·科本（Andriy Kobin）與女兒莎拉的死有關，隨後他在格里姆口中得知他的愛女還活著。經過追問與調查，他發現科本只是受人委託，偽裝愛女的消息，而委託人就是格里姆。格里姆說她也是受蘭伯特的委託，想要保護山姆他們父女以防第三梯隊的內賊所害。

### 《黑名單》時期
《斷罪》事件之後，因為第三梯隊的腐敗，美國總統宣布將其關閉，並成立新一個組織——第四梯隊，而山姆也被總統任命為組織指揮官與創辦人。

### 《虹彩六號》時期
「哈利，
你應該會覺得對我來說，要評估一個備受好評的人很困難。山姆．費雪總是讓人捉摸不定。看過他令人刮目相看的簡歷後，或者該說是我們手邊僅有的資料，就不難理解專家「Zero」山姆．費雪會被你看中的理由。
由於我所掌握大多是二手資料，而且大部分細節也不清楚，我對他過去的任務評價有限。不過我可以肯定，他從不拋棄夥伴，而即使他會加入不是為了來避免災難，他也一定是來解決問題的。無庸置疑，根據他在維吉尼亞州擔任教官的經驗，他可說是勝任導師一職的最佳人選。
雖然處於待命狀態，他似乎仍舊保持良好的體能，不過他剛抵達時倒是顯得有些疲憊。我不知道 Zero 把虹彩小隊當成行動核心的理由是什麼。他不會一點動機也沒有就跑來這裡，而我們應該善加利用他的經驗。他的軍事專長，可以跟你的心理洞察能力互補。他是首位以虹彩行動人員（ROS）身分加入的人，我很好奇，也掛心他會為我們組織帶來什麼變化。我敢說他的指導，會是個必要且難熬的經驗。我認為關於他這樣突然出現，他一定還有什麼事沒告訴我，不過這也不意外。Zero 行動時都採取非必要不告知的做法，我相信他會在認為有必要時跟我說。
我很榮幸可以檢視他監控裝備的功能。Zero 不常允許別人碰觸他的玩具，這是個很好的學習經驗。裝備的移動與反應力很有彈性，可以滿足攻擊時的需求，同時又可以為防守做準備，這非常符合他喜歡善用任何戰況的傾向。
我不覺得他會因為認識家父，就在訓練時對我放水。要說我小時候與 Zero 見面時，他是否有傳授什麼給我的話，那便是如何洞察情勢並分析周遭的人。這麼多年後又再見到他感覺滿奇怪的......某方面來說他的變化不大，至於其他方面呢？可以說他保養得宜吧。
——『Finka』雷拉．梅利妮科娃」